# 고금국민학교 청학분교
고금국민학교 청학분교는 대한민국 전라남도 완도군 고금면 청용리 449에 있었던 국민학교 분교이다.

## 연혁
- 일자미상 고금국민학교 청학분교 설립 인가
- 1960년 4월 1일 청학분교장 개교
- 1967년 4월 1일 도서벽지학교 '병'급 지정
- 1986년 1월 1일 도서벽지학교 '다'급 조정
- 1994년 9월 1일 폐교 및 고금국민학교 통폐합